# Taurus (utwór instrumentalny)
Taurus (łac. „byk”) – rockowy utwór instrumentalny amerykańskiego zespołu Spirit, pierwotnie opublikowany na ich eponimicznym albumie debiutanckim z 1968 roku. Kompozycja napisana została przez gitarzystę, piosenkarza Randy’ego Californię, nagrana została w listopadzie 1967 roku.

## Oskarżenie Led Zeppelin o plagiat
W 2015 roku Michael Skidmore, opiekun praw majątkowych zmarłego w 1997 roku gitarzysty zespołu Spirit, Randy’ego Californii, wniósł pozew w sprawie dokonania przez brytyjski zespół Led Zeppelin plagiatu. Według oskarżycieli piosenka „Stairway to Heaven” (1971) w wykonaniu tej grupy ma zawierać riff skopiowany z kompozycji „Taurus” zespołu Spirit. Led Zeppelin zaczęli nagrywać swój utwór w grudniu 1970 roku, a ukończyli w następnym roku. Brzmienie otwierającego utwór „Stairway to Heaven” charakterystycznego riffu gitarowego jest podobne do tego z „Taurusa”.  W 1968 i 1969 roku oba zespoły występowały w trakcie tego samego koncertu. Skidmore stwierdził, że brzmienie 38-sekundowej sekwencji tych dwu utworów jest bardzo zbliżone.
W 2016 roku sąd w Los Angeles, po trwającym 5 dni procesie, uznał jednak, że nie popełniono plagiatu. Wówczas zeznawali gitarzysta Jimmy Page i piosenkarz Robert Plant – odpowiednio autor muzyki i twórca tekstu do „Stairway To Heaven”. Muzycy zapewnili przysięgłych, że pisząc utwór nie wzorowali się na niczyjej pracy.
W 2018 roku skład sędziowski dopatrzył się nieprawidłowości w przebiegu procesu sprzed dwu lat. Po uznaniu przez nich, iż tamto postępowanie nie zostało przeprowadzone prawidłowo sprawę ponownie skierowano na wokandę, co nastąpiło we wrześniu 2019 roku. W opinii specjalistów ówczesny sędzia wprowadził w błąd członków ławy przysięgłych, a dowody nie zostały przedstawione w odpowiedni sposób. Mieli oni nie uzyskać informacji, że odpowiednio oryginalnie brzmiąca kombinacja elementów piosenek, np. skali lub tonów, podlega ochronie autorskiej, mimo że poszczególne elementy utworów muzycznych już nie podlegają tej ochronie. Nie przekazał im również, że prawa autorskie chronią też skale dwunastodźwiękowe, arpeggia, a także krótkie sekwencje trzech nut. W trakcie rozpraw nie odtworzono w ogóle utworu „Taurus”.
W marcu 2020 r. okręgowy sąd apelacyjny zdecydował się utrzymać werdykt z 2016 r. na korzyść Led Zeppelin.
W 1996 roku Randy California w swoich wspomnieniach opublikowanych przy okazji reedycji albumu Spirit napisał: „Ludzie często pytają mnie, dlaczego «Stairway to Heaven» brzmi dokładnie tak jak «Taurus», które ukazało się dwa lata wcześniej. Wiem, że Led Zeppelin grał «Fresh Garbage» na swoich koncertach – byli naszym supportem w czasie ich pierwszej amerykańskiej trasy”.